# Casa-fàbrica Maleras-Almirall
La casa-fàbrica Maleras-Almirall era un edifici situat a la Rambla de les Canaletes de Barcelona, actualment desaparegut.

## Història
El 1777, el fabricant d’indianes Francesc Maleras va adquirir en subhasta pública als marmessors del mestre de cases Josep Pujol una finca als carrers dels Tallers i de les Canaletes (actual Rambla) amb un gran pati a l’interior d'illa, i tot seguit va emprendre les obres per a convertir-la en una casa-fàbrica. El 1782, Maleras, que ara hi fabricava mocadors, va demanar permís per a posar-hi estenedors, i novament el 1786 per a obrir-hi una porta.
El 1810, ell i el seu fill Francesc Maleras i Regull (o Ragull) van vendre per 1.500 lliures el pati amb la «quadra» (però no la casa dels carrer dels Tallers) a l'adroguer i terratinent Josep Almirall, propietari de la finca contigua del carrer de les Canaletes. El 1817, la fàbrica era llogada al fabricant de teixits de Manlleu Miquel Vilaregut i Padrós, que el 1827 obtingué la medalla de bronze a l'Exposició de Madrid pels seus teixits de cotó, i novament el 1831 pels seus teixits de cotó i lli. El 1830, es va traslladar al carrer del Carme.
El 1826, Josep Almirall i Alier, fill de l'anterior, va presentar el projecte del mestre de cases Pere Rovira per a remuntar-hi un segon pis. El 1829, va demanar permís per a construir la canonada de subministrament d’aigua de la mina de Montcada, i novament el 1831 per a fer reparacions a la façana. Finalment, el 1850, va establir la finca en emfiteusi a l'agent de negocis Pere Molins i Huguet a cens de 495 lliures anuals i una entrada de 2.300, i també li va vendre les dues plomes d'aigua per 700 lliures. Aquest la va fer enderrocar per a construir-hi dos edificis d'habitatges.